# 토타니 코지
토타니 코지(戸谷公次, 1948년 7월 12일 ~ 2006년 2월 6일)는 일본의 성우이다. 아이치현 출신, 아오니 프로덕션 소속. 그는 배우 토다니 키미토의 아버지이다.

## 출연작
- 강철의 연금술사 - 팀 마르코
- 게게게의 키타로 3기 - 카네타케, 배 유령, 소라 귀, 카마이타치
- 극장판 짱구는 못말려 3기 흑부리 마왕의 야망 - 마타타비 네코노신(풍천검객)
- 그래플러 바키 - 스에도 아츠시(OVA)
- 근육맨 - 스포츠머리 형사, 아나운서, 빅 매그넘, 미스터 카멘
- 기갑함대 다이라가XV - 테레즈
- 기동전사 건담 - 우라간, 보라스키니후 소장, 캄프, 클램프 중위, 고 즌 그레이엄 소위, 멀리건 중위, 리 환, 로스, 막시밀리안 외 단역
- 기동전사 건담 0083 스타더스트 메모리 - 알파 A. 베이트
- 기동전사 Z건담 - 카크리콘 카크라
- 기동전사 건담 ZZ - 고튼 고
- 나루토 - 호우키
- 날아라 호빵맨 - 뒹굴뒹굴 대왕(초대), 악어 아저씨(초대)
- 데드 오어 얼라이브 - 레온
- 드래곤볼 Z - 큐이
- 마동왕 그랑조트 - 배트벤,가리벤
- 마스크 - 도리안 타이렐(피터 그린)
- 명탐정 코난 - 요시자와 타다시, 카와지 켄사쿠
- 무적초인 점보트3 - 켄타
- 무적강인 다이탄3 - 솔저, 젊은이 A, 카메라 맨 C, 경관, 기사 A외 단역
- 메이플 타운 이야기 - 니콜라이 쿠마노프
- 메탈기어 솔리드, 메탈기어 솔리드 2 - 리볼버 오셀롯
- 미래전대 타임레인저 - 악덕 금융업자 드골
- 배틀 파이터즈 아랑전설 - 로렌스 블러드, 루돌프
- 북두의 권 - 쟈기, 류켄(젊은 시절), 클로버, 나장 한
- 빅토리 구슬동자
- 성전사 단바인 - 토카막 로브스키, 녯트(붉은 3기사)
- 세인트 세이야 - 카프리콘 슈라
- 슈퍼로봇대전 α - B.W(바이스톤웰)병
- 시티헌터 - 아놀드, 딜러, 간부
- 신 메이플 타운 이야기 팜 타운 편 - 고트 시프
- 왔다! 뚱냥이
- 요수도시 - 진
- 용자경찰 제이데커 - 닥터 가우스, 쿠제
- 은하영웅전설 - 아르투르 폰 슈트라이트,에르네스트 메크링거(극장판)
- 은하철도 999 - 999호의 기관차 컴퓨터[3]
- 은하질풍 사스라이거 - 딜러, 대장, 델·메이라, 케네 티, 수비 대장
- 이스 Ⅳ: The Dawn of Ys - 프레아 랄
- 에메랄드 드래곤 - 마왕 가르시아
- 장난꾸러기 신 이야기 코로코로 포론 - 물고기,병사
- 중전기 엘가임 - 핫샤 못샤
- 전설거신 이데온
- 캔디캔디 - 조르주
- 키테레츠 대백과 - 에이이치로,수령,조, 노구치 외 단역
- 태양의 용자 파이버드 - 가드 윙, 슈퍼 가디언
- 트랜스포머 G1 - 모터마스터 / 메나졸,[4] 스트레이프, 스카이 링크스
- 트랜스포머 더 헤드마스터즈 - 스컬, 더블크로스(왼쪽 머리)
- 트랜스포머 초신 마스터포스 - 블러드
- 트랜스포머 빅토리 - 블랙커 / 로드 시저
- 페르소나 3 - 키리조 타케하루
- AIR - 미나기의 아버지